# Sweltsa shibakawae
Sweltsa shibakawae är en bäcksländeart som först beskrevs av Okamoto 1912.  Sweltsa shibakawae ingår i släktet Sweltsa och familjen blekbäcksländor. Inga underarter finns listade i Catalogue of Life.